# Ommatotriton
Ommatotriton är ett släkte av groddjur som ingår i familjen salamandrar.
Dessa salamandrar förekommer i Mellanöstern samt i Turkiet, Syrien, Irak, Jordanien och Georgien.
Arter enligt Catalogue of Life:
- Ommatotriton ophryticus
- Ommatotriton vittatus